# MreB

Elements del citoesquelet de Caulobacter crescentus. En la figura, aquests elements procariòtics es relacionen amb els seus homòlegs eucariotes i s'hipotetitza la seva funció cel·lular. Cal tenir en compte que la funció de la parella FtsZ-MreB es va invertir durant l'evolució al convertir-se en tubulina-actina.

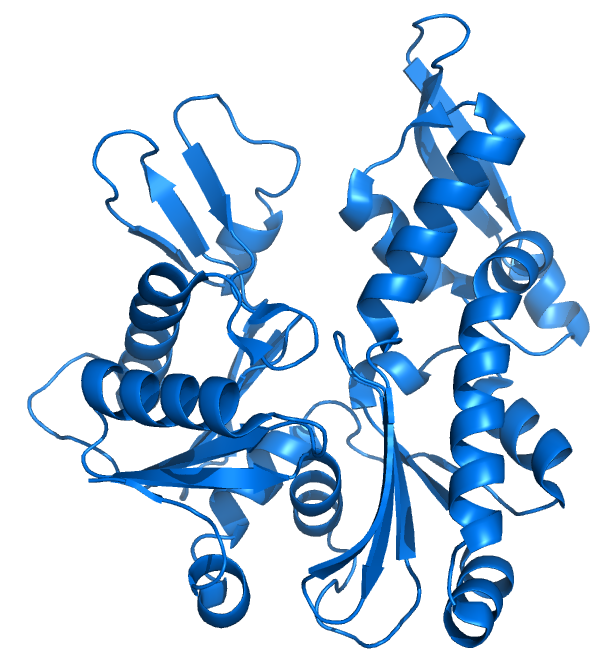
MreB dels procarionts (Codi PDB: 1jce). El plegat de esta proteïna és semblant al de l'actina, el seu equivalent en els eucariotes.

La MreB és una proteïna present en els bacteris que ha estat identificada com un homòleg de l'actina, justificat per les similituds en l'estructura terciària i en la conservació del punt actiu de la seqüència de pèptids. La conservació de l'estructura de proteïnes suggereix l'ascendència comuna dels elements del citoesquelet dels eucariotes i la MreB, que es troba en els procariotes. De fet, estudis recents han descobert que les MreB polimeritzen per a formar filaments que són similars als microfilaments d'actina.
La MreB controla l'ample dels bacteris de forma de bacil com l'Escherichia coli. Un mutant de E. coli que sintetitza les MreB defectuoses serà esfèric en lloc d'un bacil. A més, els bacteris que naturalment són esfèrics no tenen el gen que codifica la MreB. Els bacteris que presenten gens de MreB també poden ser de forma helicoidal.
La MreB està involucrada en la replicació del genoma de bacteriòfags. Concretament, el ϕ29, que infecta el Bacillus subtilis, requereix aquesta proteïna durant el procés de replicació de l'ADN a la membrana; de fet, existeix una interacció física entre una proteïna del fag, anomenada p16.7, i l'equivalent al citoesquelet d'actina que conforma la MreB.